# Mercedes Barranco
Mercedes Barranco Font (Barcelona, 14 de junio de 1925  - Madrid, 5 de julio del 2008) fue una actriz española. 

## Biografía
Debutó en el escenario con tan solo dieciséis años y a partir de ese momento inició una trayectoria interpretativa que, en sus primeros años, se desarrolló sobre todo en teatro, trabajando a las órdenes del director José Tamayo. Participó en montajes como el de Los padres terribles (1958), en el Teatro Español.
En cine debutó en 1953 con Fantasía española, de Javier Setó. Entre su filmografía destacan títulos como El baile (1959),  La boda (1964) de Lucas Demare o Vestida de novia (1966), de Ana Mariscal.
Actriz con una igualmente dilatada carrera en televisión, estuvo presente en los numerosos espacios dramáticos de TVE durante las décadas de los sesenta y setenta, como Primera fila, Estudio 1 o Novela, así como las serie Don José, Pepe y Pepito (1965), con José Bódalo y Luis Varela, Cena de Navidad (1966) de José López Rubio y ¿Es usted el asesino? (1968) de Narciso Ibáñez Serrador.
Sus últimos años de actividad profesional los dedicó al doblaje, y así prestó su voz para la correspondiente versión en castellano, entre otras, a la actriz Barbara Bel Geddes en Dallas.
Estuvo casada con el también actor José Calvo.